# アルトゥール・ルービンシュタイン

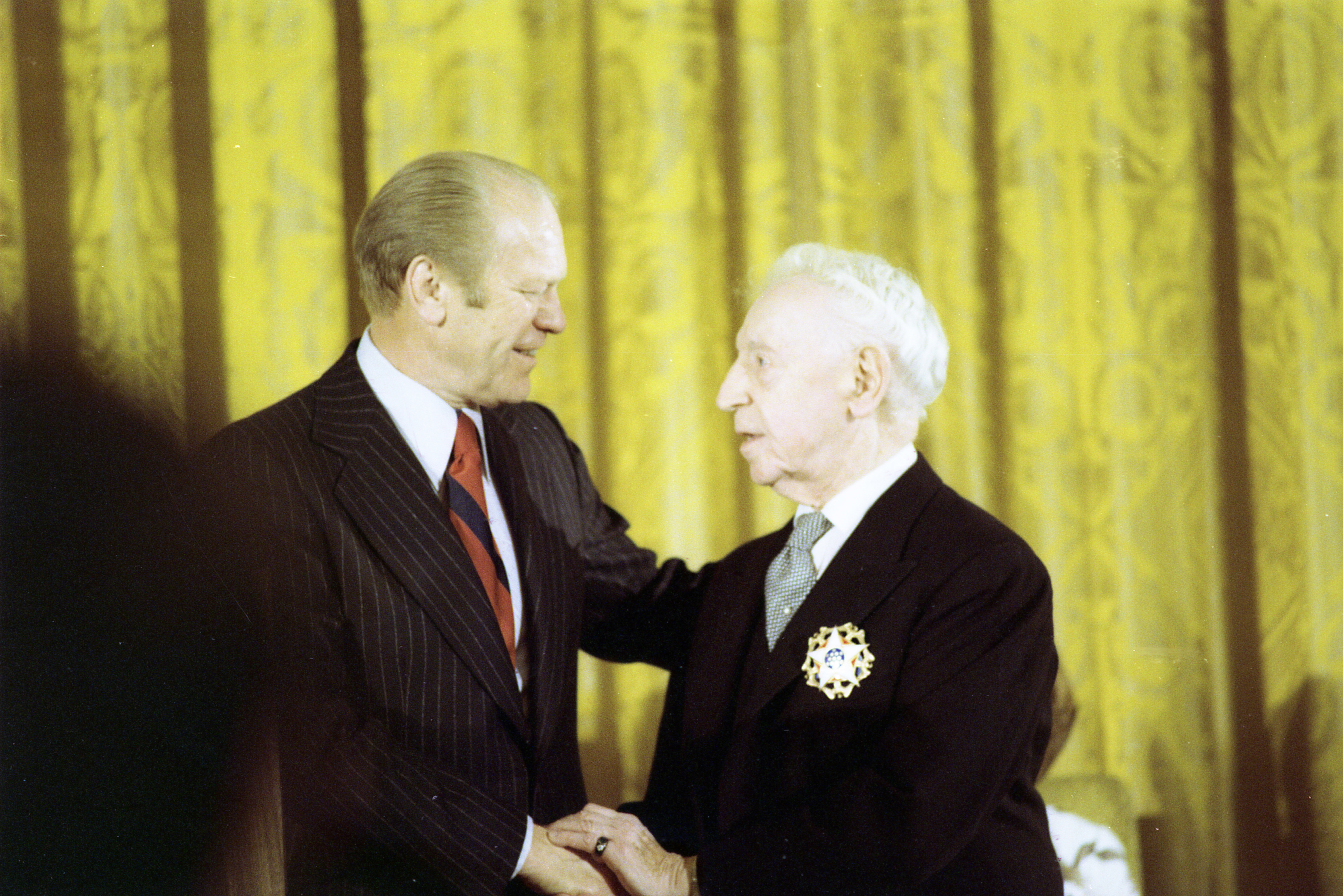
フォード米大統領より自由勲章を授与される（1976年）

アルトゥール・ルービンシュタイン（Arthur Rubinstein, 1887年1月28日 - 1982年12月20日）は、ポーランド出身のピアニスト。様々な作曲家の作品の演奏で国際的な名声を博し、特にショパンの演奏では同時代の最も優れたピアニストであるとみなされている。また、20世紀を代表するピアニストの1人でもある 。演奏家としてのキャリアは80年にも及んだ。
前半生はヨーロッパで、後半生はアメリカ合衆国で活躍した。ショパン以外では、ブラームスやスペインのピアノ音楽も得意とした。

## 経歴

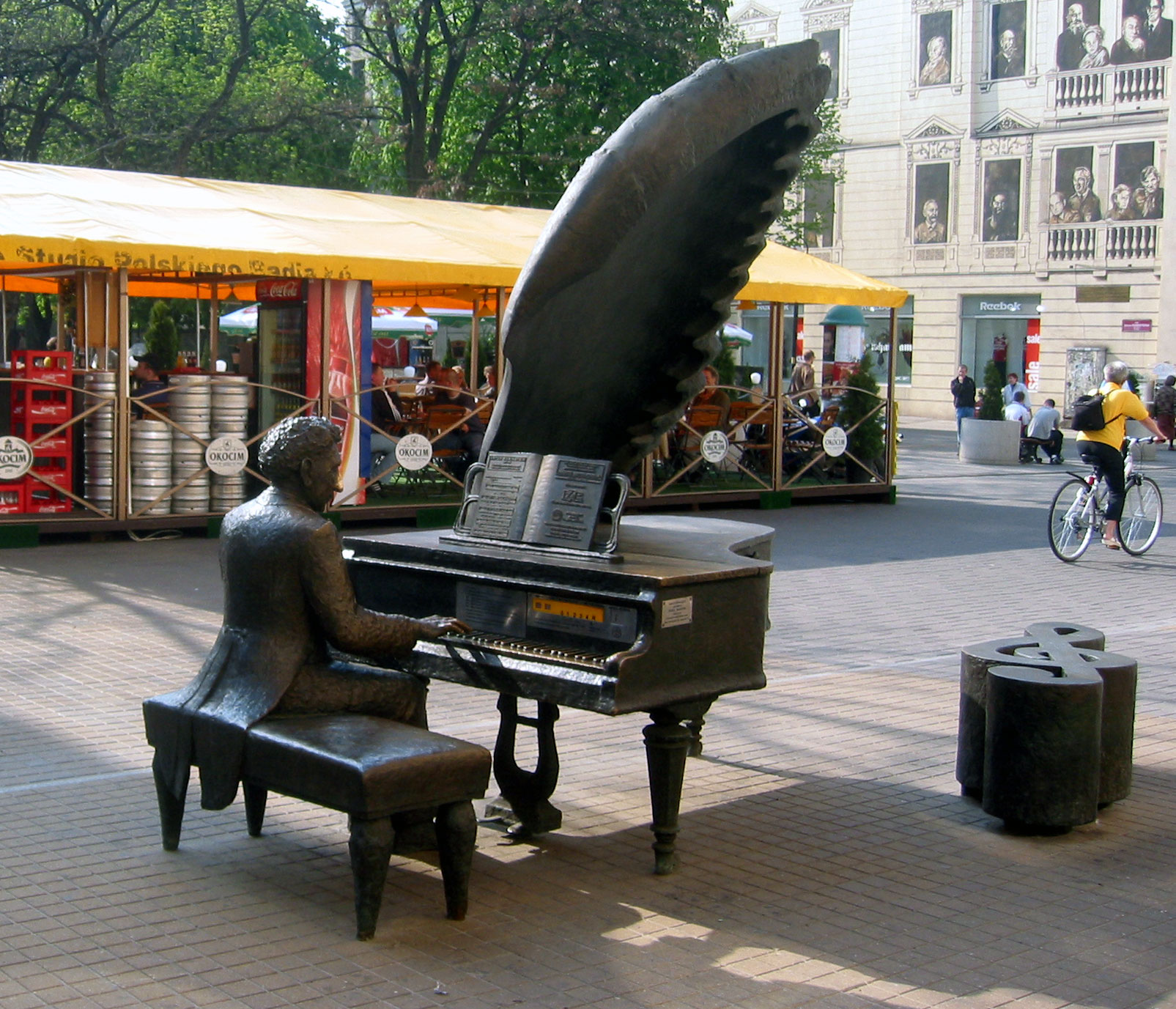
ウッチの街角にあるルービンシュタインの彫刻

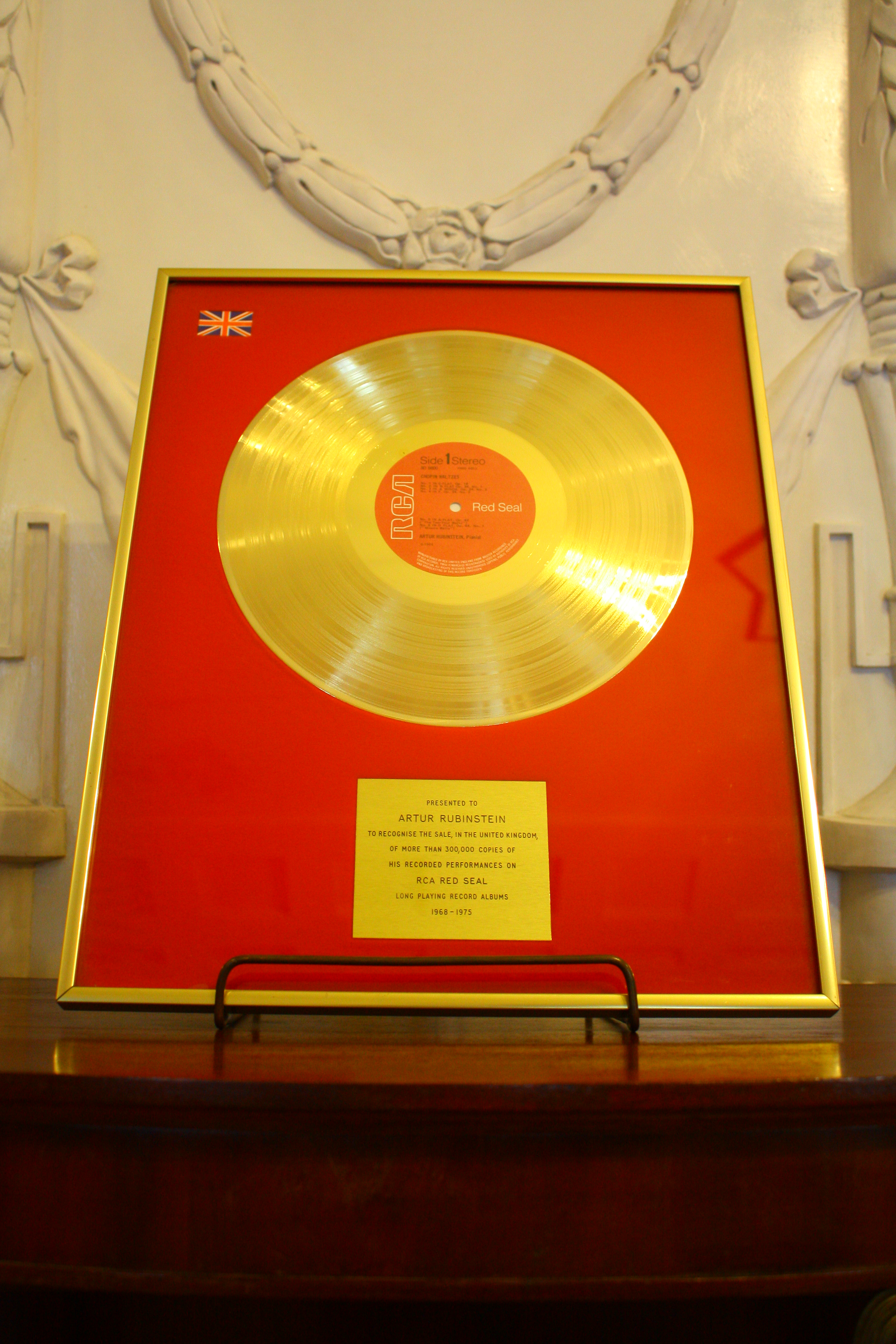
ルービンシュタインのイギリスにおける赤盤LPレコードの売上が30万枚を突破したことを記念してRCAレコードが授与したゴールドディスク

出生名Artur Rubinstein（Arthurではない）としてウッチのユダヤ人の家庭に生まれた。8人兄弟の末子で、父は富裕な工場主であった。ルービンシュタインが2歳の時に姉のピアノのレッスンを聴いて、即座にその演奏を魅惑的に再現して見せ、絶対音感とともにピアニストとしても並ならぬ才能の持ち主であることを証明した。本人も4歳の頃までには自ら神童であると自覚していた。ハンガリーの著名なヴァイオリニストであったヨーゼフ・ヨアヒムは4歳のルービンシュタインの演奏を聴いて強い印象を受け、家族に次のように話したという。「この少年はとても偉大な音楽家になるかも知れない ― 確かに彼には才能がある……本格的に勉強する年齢になったら私の所に連れて来なさい。私は彼の音楽教育を監督することに喜びを感じることになるだろう」。1894年12月14日、7歳のルービンシュタインはモーツァルト、シューベルト、メンデルスゾーンの作品でデビューを飾った。 
10歳の時にベルリンに移って音楽の勉強を続け、1900年、13歳の時に初めてベルリン交響楽団と共演を果たす。ヨアヒムはルービンシュタインのピアノの師としてカール・ハインリヒ・バルトを推薦した。
さらに1904年にパリに行きフランス人作曲家のサン＝サーンスやポール・デュカス、ラヴェルらや、ヴァイオリニストのジャック・ティボーと面会する。またサン＝サーンスの前で、《ピアノ協奏曲第2番》を演奏した。さらにユリウシュ・ヴェルトハイメル一家を通して、ヴァイオリニストのパウル・コハンスキ、作曲家のカロル・シマノフスキと親交を結んだ。
1906年にニューヨークのカーネギー・ホールで行なったリサイタルは、聴衆に支持されたようだが評論家から批判が相次いだため、4年間演奏活動を中止して自らの技巧・表現に磨きをかけた。その後、アメリカやオーストリア、イタリア、ロシアで演奏旅行を行なった。しかし1908年、困窮と絶望と借金取りの厳しい取立てに加え、ベルリンのホテルの部屋の立退きも迫られ、首吊り自殺を図るが失敗した。1910年、第5回アントン・ルービンシュタイン国際ピアノコンクールで優勝するがユダヤ人だったために審査員や聴衆から人種差別を受けたという。1912年にはロンドンデビューを果たし、その後同市南西部のチェルシーに定住する。同地のドレイパー兄弟のサロンでコハンスキ、イーゴリ・ストラヴィンスキー、ジャック・ティボー、パブロ・カザルス、ピエール・モントゥー、などと親しく交わった。
第一次世界大戦中は主にロンドンに暮らし、ウジェーヌ・イザイの伴奏者を務めた。1916年から1917年までスペインや南米を旅行し、同地で熱烈な歓迎を受けた。また同時代のスペインや南米の作曲家に心を動かされて多くの新作を初演することになる。1932年にしばらく演奏生活から隠退して、数年のあいだ演奏技巧やレパートリーの改善に取り組んだ。そしてこの年に指揮者のエミル・ムイナルスキの娘であるアニエラと結婚し、4人の子供をもうけた。娘のエヴァは神学者・聖職者・反戦運動家のウィリアム・スローン・コフィン師と結婚し、息子のジョンも俳優・作曲家となった。第二次世界大戦中はアメリカに暮らし、1946年にアメリカ国籍を取得する。
ルービンシュタインはそのレパートリーの中で、とりわけロマン派の作品を数多く録音した。死去したときのニューヨーク・タイムズの記事には「ショパンは彼にとって特別の存在だった。多くの人々によって、彼が比類の無い存在として考えられているのは、ショパン弾きとしてのそれである」とまで書かれた。ルービンシュタインはエチュードの一部の作品を除く、ショパンの全作品を録音している。また、スペインや南米の作曲家、さらにラヴェルやドビュッシーといった、20世紀初頭のフランスの作曲家の最も早い紹介者の一人であった。さらに、同胞であるシマノフスキの最初の擁護者でもあった。またスクリャービンとの対話の中で、最も好きな作曲家としてブラームスの名前を挙げ、スクリャービンを激怒させたことがあったという。
1960年、ショパン国際ピアノコンクールの審査委員長を務めた。このときの優勝者がマウリツィオ・ポリーニであり、ルービンシュタインのコメント「我々の誰よりも上手い」により大変有名となった。
1973年に自伝「華麗なる旋律」を執筆。1976年、「飛蚊症」が原因による視力喪失により引退を宣言し、最後のコンサートはロンドンのウィグモア・ホールで開かれた。
1982年にジュネーヴで就寝中に息を引き取った 。遺体は火葬され、その遺灰は本人の遺志により1年後にエルサレムに埋葬された。

## ルービンシュタインと室内楽
特にソリストとして有名ではあるが、同時に卓越した室内楽演奏家でもあり、シェリングや、フルニエ、グァルネリ弦楽四重奏団などと組んでモーツァルトやベートーヴェン、シューベルト、シューマン、ブラームス、ドヴォルザークの作品を録音した。
ハイフェッツ及びエマーヌエル・フォイアーマン（のちにピアティゴルスキー）とのピアノ・トリオは有名で、ラヴィニアの音楽祭で共演した際に、宣伝担当者が「百万ドルトリオ」と名づけた（ただし本人はこの呼び名をひどく嫌っていた）。しかし、ハイフェッツとは作品の解釈や、どちらの名が先にレコードのジャケットに表記されるべきかをめぐって常に揉め、芸術的にも人間的にも対立点が多く、1950年を最後に2度と共演はおこなわなかった。
「百万ドル・トリオ」の華麗な演奏マナーを反省し、シェリングやフルニエと組んで録音したブラームスのピアノ三重奏曲全集と同じ顔ぶれによるシューベルトのピアノ三重奏曲集で、1975年と1976年にグラミー賞を授与されている。そのほかにも2度グラミー賞に輝いている。

## ルービンシュタインと現代音楽
20世紀前半当時の現代音楽を奨励したルービンシュタインへ大作曲家が多数献呈しており、ストラヴィンスキー《「ペトルーシュカ」の3つの断章、ピアノ・ラグ・ミュージック》、ヴィラ＝ロボス《赤ちゃんの一族、野生の詩》、チャベス《ルビンシュタインの為の練習曲》、シマノフスキ《第二ソナタ、マズルカ》、モンポウ《歌と踊り第6番》、ファリャ《ベティカ幻想曲》、プーランク《組曲》、タンスマン《ルービンシュタインに寄せるオマージュ》、といった具合にピアニズムの粋を追求した作品が書かれた。
「結婚前のルービンシュタインはミスタッチや度忘れもあって、めちゃくちゃだ！」とスヴャトスラフ・リヒテルが批判したが、リヒテルは自身の手帳に、晩年のルービンシュタインの自宅で楽しい時間を過ごしたことを書き留めている。また、ルービンシュタインも評論家ベルナール・ガヴォティに宛てた手紙の中で、「今日、私が最も尊敬するのはリヒテルです。物の考え方も姿勢も私とは全く異なりますが、我々全ての中で、最も偉大な音楽家であるという理由からです」と述べている。
戦後は読譜力の低下から現代音楽を手がけることはほとんどなく、専らロマン派以前のレパートリーに回帰したが、カーネギー・ホールで初めてシマノフスキを取り上げるなど、かつての作曲家への恩は忘れなかった。

## ルービンシュタインと録音
- レパートリーは古典派から現代音楽に及ぶ。当時ようやく広がってきたレコード録音にも興味があり、SP期から約50年近くにわたって数多い。中心はショパンでありマズルカやポロネーズ、ノクターンなど、録音技術の進歩に伴い複数回残している。
- アコースティック録音の時代には、「ピアノがバンジョーのように聴こえる」とのことから、録音についてはあまり興味が持てなかったようである。しかし、電気録音が考案されて後1928年に、HMVのアーティスティック・ディレクター、フレッド・ガイスバーグがルービンシュタインを説得してテスト録音を行い、そのプレイバックを聴いたルービンシュタインが音質に感激したことから、積極的に録音に取り組むようになったといわれる。
- 1929年にブラームスのピアノ協奏曲第2番を世界で初めて録音している。
- 同一曲の聞き比べにより、今では貴重になった「19世紀の大芸術家」の演奏様式を知ることができる。また協奏曲にもハイティンクやプレヴィンらとの共演で、映像を残している。
- スタジオ録音を好み、生前にライブ版でリリースを許されたのは、合計僅か3時間分であった。だが彼の死後、複数のレーベルが、ラジオ番組でのライブ演奏の音源をリリースしている。

## ルービンシュタインと日本
- 1935年（昭和10年）3月29日に初来日し、4月2日から11日にかけて5日間、日比谷公会堂で演奏した。初日の演目は、新交響楽団の伴奏でベートーベンピアノ協奏曲第四（ママ）、チャイコフスキーピアノ協奏曲第一[13]。
- 1966年（昭和41年）6月に再来日。同じ時期にビートルズが来日しており、彼らのコンサートの一週間後、同じ武道館で演奏を行った[14]。

## 人物
いわゆる遊び人であり、演奏ツアーにいつも女性秘書を連れて行くため妻から嘆かれていた。また美食家でもあり、ミラノの高級料理店などでは彼のための特別メニューが作られていた。数多くのツアーで同行した指揮者の小澤征爾は、ルービンシュタインには何度もご馳走になったと回想している。
ルービンシュタインは8ヶ国語を流暢に話したという。また、恐るべき記憶力の持ち主で、ピアノ曲だけではなく膨大な数のレパートリーを持っていた 。自伝によると、彼はフランクの《交響的変奏曲》を、コンサートへ向かう列車の中で、ピアノ無しで暗譜した。また、自らの思い出をまるで写真のように、例えば楽譜について語る時は本題とは関係のない譜面に付いたコーヒーのしみについてまで克明に記述した。
また音感も非常に発達しており、頭の中で交響曲全体を演奏することが可能だった。彼は自伝の中で、「朝食の時、私は頭の中でブラームスの交響曲を演奏していた。その時電話が鳴ったので、受話器を取った。30分後、私は電話で話している間も演奏が続いており、今は第3楽章が演奏されていることに気づいた」と述べている。友人達はよく、オペラや交響曲の楽譜から適当なものを抜き出し、ルービンシュタインの記憶力によって演奏させようとした。
非常におしゃれで、ブレゲの顧客リストに名を残している。

## 映画出演
- Night Song（英語版） (1948)